# Johannes Gijsbertus Arentz
Johannes Gijsbertus Arentz (Oegstgeest, 22 augustus 1857 – Gouda, 29 januari 1934) was een Nederlands violist en organist.
Hij werd geboren binnen het gezin van Cornelis Arentz, bloemist, en Elisabeth Catharina Repelius. Hij was getrouwd met Elisabeth Johanna Alberdina Smazen uit een aansprekersfamilie en later met Hendrika Goudkade. Zoon Cor Arentz werd ook toonkunstenaar, dochter Elizabeth Catharina Arentz (1892-1953) werd de vrouw van Nico Broekhuysen, onderwijzer en vermeend uitvinder van het korfbal.
De muzikale opleiding kwam van Adrianus Jacobus Wetrens, docent aan de Muziekschool van Toonkunst in Leiden. Na het afronden daarvan gaf Arentz enkele concerten, maar al vroeg begon hij ook zelf les te geven aan de Stedelijke muziekschool te Gouda. Als nevenfunctie was hij organist in de Remonstrantse kerk aldaar. Voorts leidde hij liedertafel Apollo uit Gouda, het gemengde koor van de stearinekaarsenfabriek Gouda en het orkest van de plaatselijke schutterij.